# A neon izotópjai
Neon (Ne) Standard atomtömeg: 20,1797(6) u Három stabil izotópja van  20Ne, 21Ne, és 22Ne. 16 radioaktív izotópját fedezték fel 16Ne-tól 34Ne-ig, mindegyik rövid életű. A leghosszabb felezési ideje a 24Ne-nak van 3,38 perc. A többinek egy percnél rövidebb a felezési ideje a legtöbbjüknek egy másodpercnél is kevesebb. A legkevésbé stabil a 16Ne felezési ideje 122 (37) keV.

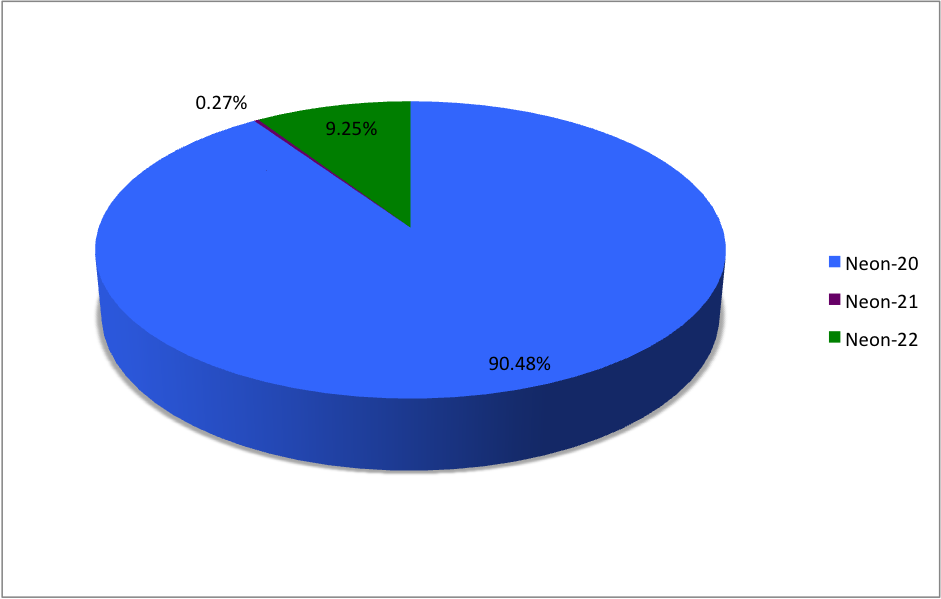
A neon izotópok előfordulási aránya a természetben.

## Táblázat
| nuklid szimbólum | Z(p) | N(n) | izotóp tömege (u) | felezési idő            | bomlási mód(ok)      | leány izotóp(ok) | nukleáris spin | jellemző izotóp összetétel (móltört) | természetes ingadozás (móltört) |
| ---------------- | ---- | ---- | ----------------- | ----------------------- | -------------------- | ---------------- | -------------- | ------------------------------------ | ------------------------------- |
| 16Ne             | 10   | 6    | 16.025761(22)     | 9×10−21 s [122(37) keV] | 2p                   | 14O              | 0+             |                                      |                                 |
| 17Ne             | 10   | 7    | 17.017672(29)     | 109.2(6) ms             | β+, p (96,0%)        | 16O              | 1/2-           |                                      |                                 |
| 17Ne             | 10   | 7    | 17.017672(29)     | 109.2(6) ms             | β+, α (2,7%)         | 13C              | 1/2-           |                                      |                                 |
| 17Ne             | 10   | 7    | 17.017672(29)     | 109.2(6) ms             | β+ (1,3%)            | 17F              | 1/2-           |                                      |                                 |
| 18Ne             | 10   | 8    | 18.0057082(3)     | 1.672(8) s              | elektronbefogás (EC) | 18F              | 0+             |                                      |                                 |
| 18Ne             | 10   | 8    | 18.0057082(3)     | 1.672(8) s              | 2p (esetleg 2He)     | 16O              | 0+             |                                      |                                 |
| 19Ne             | 10   | 9    | 19.0018802(3)     | 17.296(5) s+            | β+                   | 19F              | 1/2+           |                                      |                                 |
| 20Ne             | 10   | 10   | 19.9924401754(19) | Stabil                  | Stabil               | Stabil           | 0+             | 0.9048(3)                            | 0.8847-0.9051                   |
| 21Ne             | 10   | 11   | 20.99384668(4)    | Stabil                  | Stabil               | Stabil           | 3/2+           | 0.0027(1)                            | 0.0027-0.0171                   |
| 22Ne             | 10   | 12   | 21.991385114(19)  | Stabil                  | Stabil               | Stabil           | 0+             | 0.0925(3)                            | 0.0920-0.0996                   |
| 23Ne             | 10   | 13   | 22.99446690(11)   | 37.24(12) s             | β-                   | 23Na             | 5/2+           |                                      |                                 |
| 24Ne             | 10   | 14   | 23.9936108(4)     | 3.38(2) min             | β-                   | 24Na             | 0+             |                                      |                                 |
| 25Ne             | 10   | 15   | 24.997737(28)     | 602(8) ms               | β-                   | 25Na             | (3/2)+         |                                      |                                 |
| 26Ne             | 10   | 16   | 26.000461(29)     | 197(1) ms               | β- (99,87%)          | 26Na             | 0+             |                                      |                                 |
| 26Ne             | 10   | 16   | 26.000461(29)     | 197(1) ms               | β-, n (.13%)         | 25Na             | 0+             |                                      |                                 |
| 27Ne             | 10   | 17   | 27.00759(12)      | 32(2) ms                | β- (98,0%)           | 27Na             | (3/2+)#        |                                      |                                 |
| 27Ne             | 10   | 17   | 27.00759(12)      | 32(2) ms                | β-, n (2,0%)         | 26Na             | (3/2+)#        |                                      |                                 |
| 28Ne             | 10   | 18   | 28.01207(16)      | 18.3(22) ms             | β- (78,0%)           | 28Na             | 0+             |                                      |                                 |
| 28Ne             | 10   | 18   | 28.01207(16)      | 18.3(22) ms             | β-, n (22,0%)        | 27Na             | 0+             |                                      |                                 |
| 29Ne             | 10   | 19   | 29.01939(29)      | 15.6(5) ms              | β-                   | 29Na             | (3/2+)#        |                                      |                                 |
| 30Ne             | 10   | 20   | 30.02480(61)      | 5.8(2) ms               | β-                   | 30Na             | 0+             |                                      |                                 |
| 31Ne             | 10   | 21   | 31.03311(97)#     | 3.4(8) ms               | β-                   | 31Na             | 7/2-#          |                                      |                                 |
| 31Ne             | 10   | 21   | 31.03311(97)#     | 3.4(8) ms               | β-, n                | 30Na             | 7/2-#          |                                      |                                 |
| 32Ne             | 10   | 22   | 32.04002(86)#     | 3.5(9) ms               | β-, n                | 31Na             | 0+             |                                      |                                 |
| 32Ne             | 10   | 22   | 32.04002(86)#     | 3.5(9) ms               | β-                   | 32Na             | 0+             |                                      |                                 |
| 33Ne             | 10   | 23   | 33.04938(86)#     | <260 ns                 |                      |                  | 7/2-#          |                                      |                                 |
| 34Ne             | 10   | 24   | 34.05703(87)#     | 1# ms [>1.5 µs]         |                      |                  | 0+             |                                      |                                 |

1. ↑  A stabil izotópok félkövérrel
2. ↑  2 halo proton

## Fordítás
Ez a szócikk részben vagy egészben  az   Isotopes of neon című angol Wikipédia-szócikk ezen változatának fordításán alapul.  Az eredeti cikk szerkesztőit annak laptörténete sorolja fel. Ez a jelzés csupán a megfogalmazás eredetét és a szerzői jogokat jelzi, nem szolgál a cikkben szereplő információk forrásmegjelöléseként.